# Fan Controlled Football
Fan Controlled Football (FCF) ist eine professionelle Footballliga, die 2017 als erste von Fans kontrollierte Sportliga gegründet wurde. Alle Spiele werden indoor in der Infinite Energy Arena in Duluth, Georgia, ausgetragen und auf Twitch, DAZN, NBCLX, Peacock und VENN übertragen. Fans stimmen in Echtzeit über alle offensiven Spielzüge ab und entscheiden auch über die Ergebnisse von Wiederholungsspielen.

## Regeln
- Die Spiele bestehen aus zwei Hälften zu je 20 Minuten. Ziel der Liga ist es, jedes Spiel in etwa einer Stunde Echtzeit zu beenden. Die Uhr läuft kontinuierlich, außer in den letzten 30 Sekunden jeder Halbzeit und in der Verlängerung, wo die Uhr nach jedem Spielzug angehalten wird. Bei einem Unentschieden gibt es eine 10-minütige Verlängerung, in der jede Mannschaft zu Beginn der Verlängerung einen Ballbesitz hat. Sieger ist die Mannschaft, die nach einem Ballbesitz in Führung liegt; andernfalls kommt es zu einem echten Sudden Death.
- „Schere, Stein, Papier“ ersetzt den Münzwurf.
- Auf jeder Seite des Balls spielen sieben Männer, drei davon in der Offensive Line.
- Jede Mannschaft hat eine Auszeit. Die Teams haben außerdem Zugang zu drei „Power-Ups“: ein „Fifth Down“ (das dem offensiven Team ein zusätzliches Spiel ermöglicht, um einen „Turnover“ bei Downs zu vermeiden), „Flip the Field“ (das den Ball zurück an die 10-Yard-Linie des offensiven Teams bringt) oder ein „Power Play“ (das das gegnerische Team zwingt, das nächste Spiel mit nur sechs Spielern zu spielen).
- Es wird nicht gekickt oder gepuntet. Alle offensiven Ballbesitzzeiten, die nicht aus einem Turnover resultieren, beginnen an der 10-Yard-Linie.
- Der FCF verwendet die Option der Onside Conversion, die in der Alliance of American Football eingeführt wurde. Ein Team darf einen Spielzug versuchen, um zehn Yards von der eigenen 10-Yard-Linie aus zu gewinnen, um den Ballbesitz zu behalten. Während des größten Teils der Saison konnten die Teams diese Regel nach jedem Touchdown anwenden; nachdem ein Team in Woche 4 versucht hatte, die Regel zu missbrauchen, wurde sie dahingehend geändert, dass nur ein Team, das in Rückstand gerät, die Onside Conversion anwenden kann.
- Die Two-Point-Conversion wird im Eins-gegen-Eins-Spiel zwischen einem Wide Receiver und einem Defensive Back von der Fünf-Yard-Linie aus gespielt, wobei der Quarterback vier Sekunden Zeit hat, den Football zu werfen.
- Die Mannschaftsaufstellungen werden jede Woche in einem Draft zurückgesetzt und neu verteilt, mit Ausnahme von zwei Franchise-Spielern, die geschützt sind und während der gesamten Saison in der Mannschaftsaufstellung bleiben. Defense und Offensive Lines werden als Gruppen zusammengestellt und spielen während der gesamten Saison zusammen, um die Teamchemie und die Qualität des Spiels zu verbessern.
- Der Ersatz-Quarterback jeder Mannschaft muss mindestens einen Ballbesitz pro zwei Ballbesitze des Starting-Quarterbacks spielen, es sei denn, einer der beiden ist verletzt.
- Die Fans stimmen in Echtzeit über alle offensiven Spielzüge ab und entscheiden auch über die Ergebnisse von Wiederholungsspielen.
- Alle vier Teams qualifizieren sich für die Playoffs. Die Fans des Teams mit der besten regulären Saisonbilanz können darüber abstimmen, gegen wen sie im Halbfinale antreten wollen, wobei die beiden anderen Teams gegeneinander antreten und die Sieger in die Meisterschaft aufsteigen.[2]

## Geschichte
Die Idee, die damals unter dem Namen Project Franchise bekannt war, wurde 2008 von der New York Times mit dem Geschäftskonzept eines von Fans kontrollierten Baseballteams vorgestellt, allerdings als satirischer Artikel des Komikers Steve Hofstetter. Zu dieser Zeit war das Projekt lediglich eine von Grant Cohen erstellte Website mit Investoren, die aus Anwälten wie Joe Scura bestanden. Im Jahr 2010 wurde in einem Artikel des GOOD Magazine der Geschäftsplan der Gruppe beschrieben, in dem die Fans aufgefordert wurden, in die Gründung oder den Kauf eines Baseballteams der unteren Liga zu investieren, das sich in öffentlichem Besitz befinden und betrieben werden sollte. Das Projekt scheiterte schließlich, als sich der Kauf eines bestehenden Teams als zu hoch verschuldet erwies. Im Juni 2015 las Sohrob Farudi, ein Minderheitseigentümer eines Teams der Arena Football League, von dem toten Projekt und kontaktierte Cohen, um das Konzept als Project Franchise neu zu starten.
Die Liga begann ihre erste Saison im Februar 2021. Die FCF begann am 13. Februar 2021 mit vier Teams, die in einem 12-Spiele-Format über sechs Wochen gegeneinander antreten. Die Liga nutzt Internet-Streaming als Hauptfernsehplattform und wird samstags auf Twitch und VENN gestreamt, mit Wiederholungen auf FTF; die Liga-Meisterschaft wird auf dem digitalen Subchannel-Netzwerk LX übertragen. Die FCF verzeichnete in den ersten fünf Wochen einen stetigen Anstieg der Zuschauerzahlen, von 735.000 in der ersten Woche auf 2,1 Millionen in den Playoffs. Die Wild Aces besiegten die Glacier Boyz mit 46:40 im Finale, das von den Fans als People's Championship bezeichnet wurde, am 20. März 2021. John Jenkins und Shawn Liotta fungierten als Trainerberater für die Liga, wobei Jenkins bei den FCF-Übertragungen eine wichtige Rolle spielte.
Im Januar 2022 sammelte Fan Controlled Football 40 Millionen US-Dollar in einer Series A Runde von Animoca Brands und Delphi Digital ein.